# Henry Zvi Lothane
 (mai 2018).
Henry Zvi Lothane, né à Lublin le 21 mai 1934, est un psychiatre, psychanalyste et essayiste américain d'origine polonaise. Il est professeur honoraire au Mount Sinai School of Medicine, à New York.

## Biographie
Henry Zvi Lothane est né à Lublin, en Pologne, le 21 mai 1934, dans une famille juive. Il étudie à l'Université hébraïque de Jérusalem et au Centre médical Hadassah, où il obtient son doctorat en 1960. En 1963, il émigre aux États-Unis et termine sa spécialisation au Strong Memorial Hospital, à Rochester, de 1963 à 1969. Entre 1966 et 1972, Lothane se forme en psychanalyse au New York Psychoanalytic Society & Institute. Il est analyste formateur, membre de l'American Psychoanalytic Association et de l'International Psychoanalytical Association.
Il est rédacteur scientifique de la Psychoanalytic Review (1985-2004) ; depuis 2005, il fait partie du Comité de Rédaction du Journal of Social Distress and the Homeless, et depuis 2000 du Comité de Rédaction de l' International Forum of Psychoanalysis. Depuis 2005, il est éditeur correspondant de l' European Journal of Psychoanalysis.

## Thèmes de ses travaux (sélectifs)
Il publie notamment des articles et essais sur la psychanalyste Sabina Spielrein,, et sur le président Daniel Paul Schreber,,, un cas étudié par Freud.
Il a également co-organisé avec Daniel Devreese et Jacques Schotte un colloque au Centre Culturel International de Cerisy, en août 1993, dont les actes ont paru en 1998.
Lothane s’oppose à Freud : il affirme que Schreber ne souffrait ni de paranoïa ni de schizophrénie, mais qu’il était atteint d’une grave dépression, de même qu’il rejette « la composante homosexuelle de l’étiologie freudienne, et il ne tient pas non plus compte de l’hypothèse de Freud concernant une fixation de la libido au stade du narcissisme ».

## Distinctions
- 1991 : Certificat d'excellence La Nancy Roeske pour l'enseignement des étudiants en médecine, par l'Association américaine de psychiatrie.
- 1993 : Prix de reconnaissance en tant qu’auteur, décerné par le Postgraduate Center for Mental Health en 1993, pour le livre In Defense of Schreber : Soul Murder and Psychiatry, 1992.
- 1995-98 : Président de l' American Society of Psychoanalytic Physicians.
- 2001 : Distinguised Life Fellow de l'Association américaine de psychiatrie[12].
- 2011 : Prix Thomas Szasz pour contribution exceptionnelle à la cause des libertés civiles[13],[14].

## Réception critique
Ses ouvrages ont fait l'objet de critiques, comme celui relatif à son interprétation du cas Schreber,, et celui consacré à Thomas S. Szasz,.

## Publications
- (en) In defense of Schreber. Soul murder and psychiatry, Hillsdale, NJ/Londres, The Analytic Press, 1992 (trad. all. Seelenmord und Psychiatrie Zur Rehabilitierung Schrebers, Giessen, Psychosozial-Verlag, 2004, 665 p.)
- Daniel Devreese, Z. Lothane et Jacques Schotte (dirs.) (Colloque tenu à Cerisy au mois d'août 1993), Schreber revisité : Colloque de Cerisy, Louvain-la-Neuve, Presses universitaires de Louvain, coll. « Figures de l'inconscient, Hors série », 1998, 243 p. (ISBN 90-6186-908-0, OCLC 470288230, BNF 39244019)
- « Le meurtre d'âme de Schreber. Un cas de persécution psychiatrique », dans Luiz Eduardo Prado de Oliveira (textes réunis et présentés par), Schreber et la paranoïa : le meurtre de l'âme, L'Harmattan, coll. « Psychanalyse et civilisations », 2000, 319 p. (ISBN 2-7384-4780-5, OCLC 36685127, BNF 35856983).
- (en) avec Jeffrey Schaler et Richard Vatz, Thomas Szasz : The Man and His Ideas, New York, Transaction Publishers, 2017  (ISBN 978-1412865142)[15],[16].
- (en) Tender Love and Transference : unpublished letters of C. G. Jung and Sabrina Spielrein, dans International Journal of Psycho-Analysis, 80:1189—1204, 1999.
- (en) The untold story of Sabina Spielrein: healed & haunted by love: unpublished Russian diaries and letters. Traduit par Lothane, Henry Zvi. New York: The Unconscious in Translation, 2023  (ISBN 9781942254201).